# Rorqual d'Omura
Espèce
Statut de conservation UICN

 DD  : Données insuffisantes
Statut CITES
Le Rorqual d'Omura (Balaenoptera omurai) est une espèce de cétacés de la famille de Balaenopteridae. Décrit comme une espèce à part entière en 2003, il est encore mal connu. Son aire de répartition principale couvre les eaux de l'Asie du Sud-Est jusqu'au nord de l'Australie.

## Découverte scientifique et description
Le rorqual d'Omura ou rorqual commun nain (Balaenoptera omurai) est une espèce de rorqual dont on sait peu de choses. Avant sa description officielle, diverses sources l'appelaient à tort une petite forme naine ou pygmée du rorqual de Bryde. Le nom commun et l'épithète spécifique commémorent le cétologue japonais Hideo Omura.
La description scientifique de ce rorqual a été faite dans Nature en 2003 par trois scientifiques japonais, Shiro Wada (d), Masayuki Oishi (d) et Tadasu K. Yamada (d). Ils ont déterminé l'existence de l'espèce en analysant la morphologie et l'ADN mitochondrial de neuf individus – huit capturés par des navires japonais à la fin des années 1970 dans l'Indo-Pacifique et une femelle adulte collectée en 1998 à Tsunoshima, une île de la mer du Japon. Plus tard, de nombreuses preuves génétiques ont confirmé que la baleine d'Omura était une espèce valide et ont révélé qu'elle était une des premières ramifications de la lignée des rorquals, divergeant beaucoup plus tôt que les baleines de Bryde et les rorquals boréaux. Il est peut-être plus étroitement apparenté à son plus grand parent, la baleine bleue,.
Ce rorqual a été photographié pour la première fois en milieu naturel au large de Nosy Be (Madagascar) en 1994, mais ce n'est qu'en 2012-2014 que des observations approfondies sont réalisées dans la même zone. Une femelle s'est échouée le 14 avril 2015 sur une plage d'Australie-Occidentale près d’Exmouth. C'est la seconde fois seulement que ce rorqual est observé en Australie. Balaenoptera omurai a été identifié pour la première fois en Atlantique le long des cotes Mauritaniennes.

### Description physique

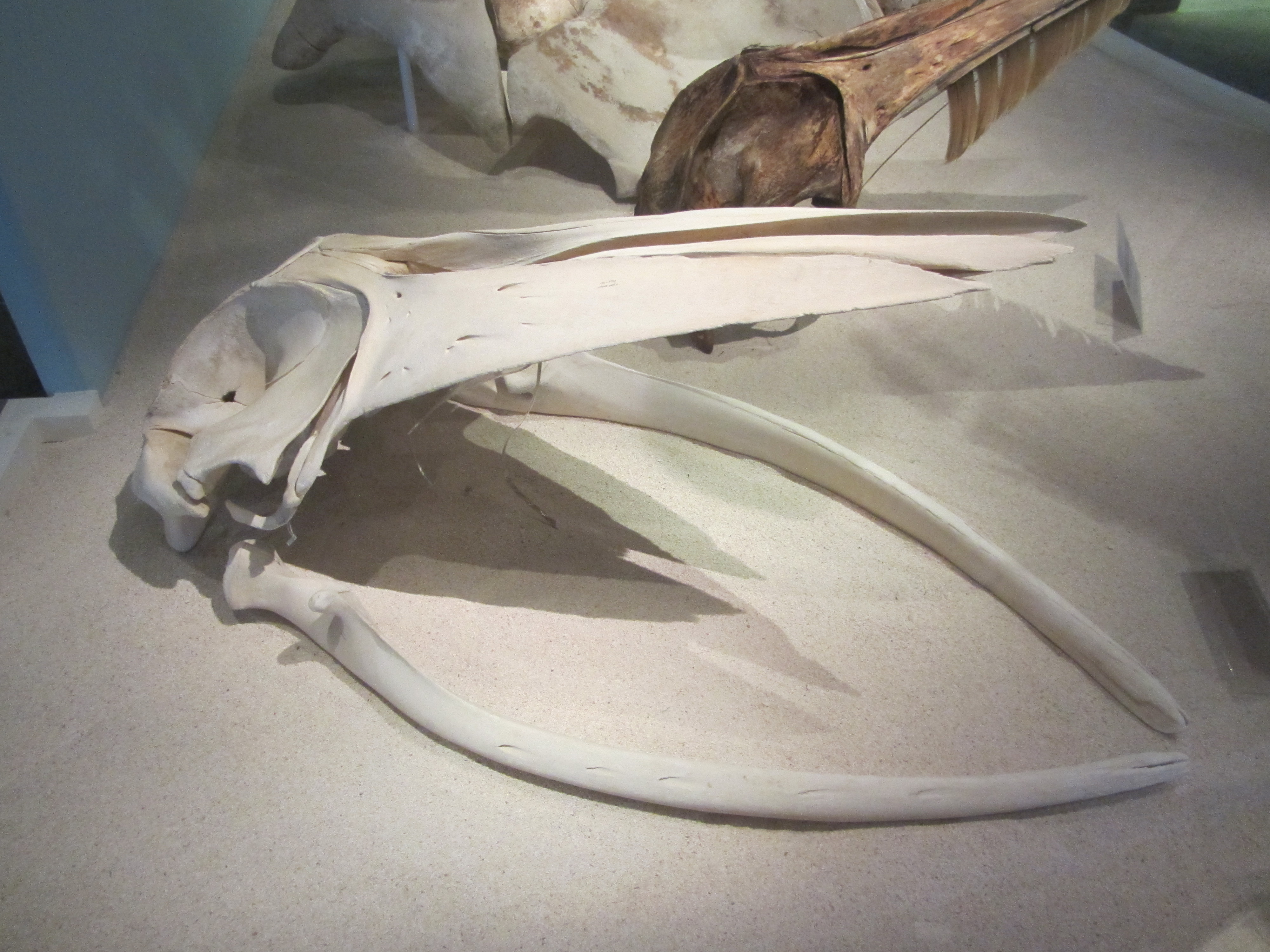
Crâne du rorqual d’Omura.

Le rorqual d'Omura mesure de 9 à 11 m de long. Il est parmi les plus petits des rorquals; seuls les deux espèces de petit rorqual, le commun et l'Antarctique – qui atteignent respectivement 9,75 et 10,7 m (32,0 et 35,1 pieds) de longueur –sont plus petits. Sur les huit spécimens capturés lors de la chasse à la baleine japonaise dans l'Indo-Pacifique, les cinq femelles mesuraient entre 10,1 et 11,5 m (33,1 à 37,7 pieds), tandis que les trois mâles mesuraient entre 9,6 et 10,0 m (31,5 à 32,8 pieds).
Son apparence ressemble au plus grand rorqual commun, tous deux ayant une mâchoire inférieure gauche gris foncé et, sur le côté droit, une tache blanche à la mandibule, une flamme blanche, une bande oculaire foncée, un lavis inter-rayures blanc, ainsi qu'un chevron blanc sur le dos, des nageoires pectorales avec une bordure antérieure et une surface interne blanches, et des douves avec une surface ventrale blanche et des marges noires. Comme les rorquals communs, le rorqual d'Omura présente également une ouverture gauche blanche et une ouverture droite sombre, une inversion de la pigmentation asymétrique de la mâchoire inférieure.

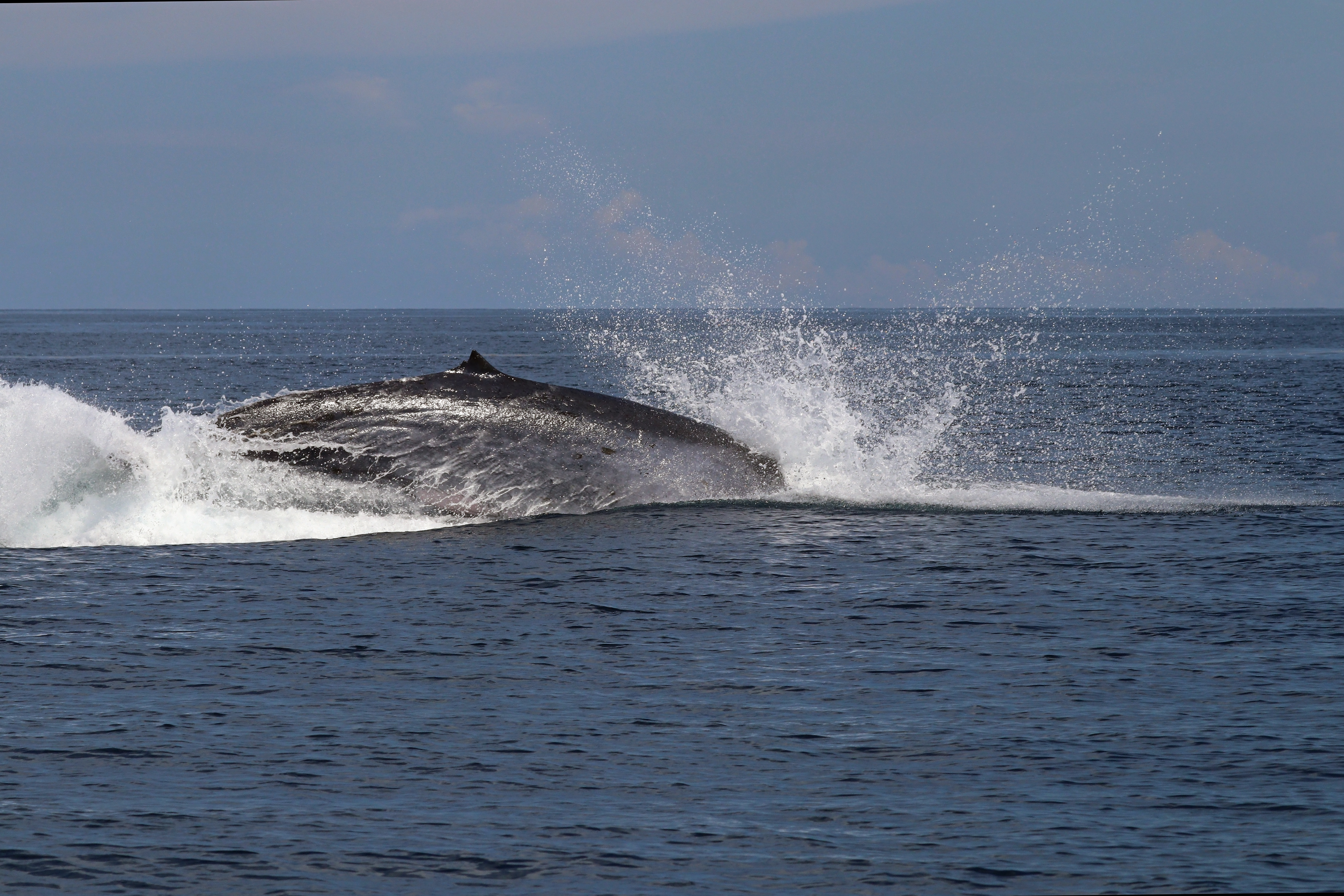
Le rorqual d'Omura perce une brèche au large des côtes de Nosy Be, Madagascar

En nageant, après avoir fait surface, la nageoire dorsale n'est généralement visible qu'après la disparition de la tête et du pare-éclaboussures. Il a une nageoire dorsale très falciforme (crochue) avec un bord d'attaque qui s'incline progressivement vers l'arrière. Sa nageoire dorsale est également proportionnellement plus petite et moins dressée que les autres espèces de rorqual. Il présente généralement une seule crête médiane proéminente sur le rostre, mais peut présenter de légères crêtes latérales, plus prononcées chez les veaux. Il possède 45 à 95 sillons ventraux qui s'étendent au-delà de l'ombilic. Comme le rorqual commun, un specimen de rorqual d'Omura présentait également une coloration asymétrique dans ses fanons (des lames cornées qui garnissent la bouche de certains cétacés),,.
La rorqual d'Omura vue au large de la Nouvelle-Calédonie, des îles Salomon, de l'ouest de Sumatra et du Kalimantan oriental présentait de nombreuses cicatrices causées par les morsures de squalelet féroce, indiquant qu'elles s'étaient aventurées dans les eaux profondes; alors que celles au large de Madagascar ne les présentaient pas.

### Aire de repartition et mouvement

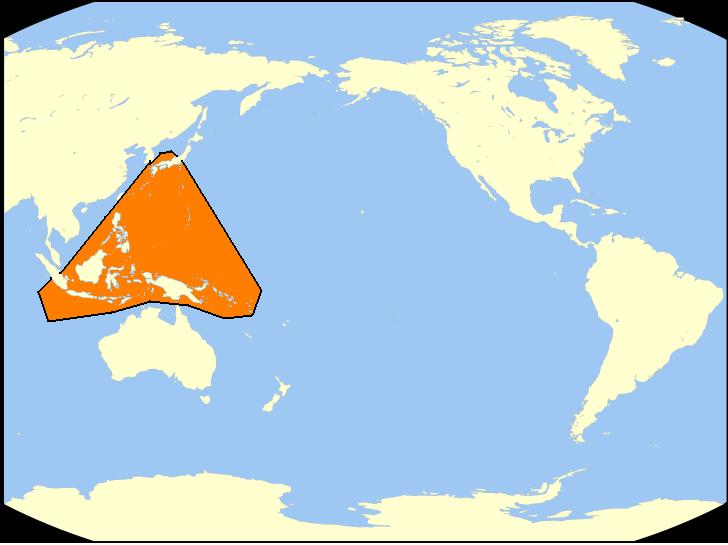
En orange, aire de répartition du rorqual d’Omura.

Le rorqual d'Omura se trouve dans les océans Indo-Pacifique et Atlantique, principalement dans les eaux du plateau continental entre 35° N et 35° S, avec la majorité des mentions sous les tropiques (entre 23° 26' N et 23° 26' S).
Quatre rorquals d'Omura ont été marqués par des balises satellites au nord-ouest de Madagascar en novembre 2016. Les marques sont restées en moyenne 42 jours (plage : 30 à 58 jours). Les baleines marquées ont parcouru en moyenne 2 530 km (autonomie : 2 148 à 3 181 km) mais sont restées dans une petite zone côtière de seulement 230 à 405 km (moyenne : 283 km) au large de la côte nord-ouest de l'île. Toutes les baleines ont traversé l'ensemble de leur aire de répartition à plusieurs reprises, passant la plupart de leur temps sur les eaux du plateau continental et s'aventurant rarement dans les eaux profondes.

### Comportement et regime alimentaire

Photographie prise au large des côtes de Nosy Be, Madagascar du rorqual d'Omura dans son milieu naturel,.

On sait peu de choses sur le comportement et le régime alimentaire du rorqual d'Omura. Leur coup est faible et diffus. Ils ont été vus se nourrir, déféquer et percer dans le parc national de Komodo et le nord-ouest de Madagascar ; ils ont également été vus rouler à la surface lors d'un accouplement apparent (dont le dernier a permis l'identification d'un mâle) au large de l'ancienne zone,. Au large de Madagascar, la taille moyenne des groupes n'était que de 1,1 individu (272 individus répartis en 247 groupes), mais des regroupements comptant jusqu'à une douzaine de baleines ont pu être observés. Au total, treize couples vache-veau ont été observés entre 2011 et 2016, dont une femelle vue pour la première fois en agrégation en 2012, puis avec un petit en 2013, et de nouveau seule en 2015 et 2017, démontrant que les individus peuvent faire preuve d'une forte fidélité au site.
Le rorqual d'Omura produit des chants modulés en amplitude de 15 à 50 Hz avec une fréquence maximale de 36,1 Hz et une durée moyenne de 9,2 secondes. Ceci est parfois suivi d'un appel tonal de 17 Hz et d'une durée de quatre secondes. Ces chansons sont répétées toutes les deux à trois minutes, parfois pendant treize heures. Des chants ont été enregistrés au nord-ouest de Madagascar toute l'année, avec un pic d'activité de fin octobre à fin janvier et de nouveau de fin mai à fin juin. Des chœurs superposés de plusieurs chanteurs ont également été enregistrés tout au long de l'année.